# Vrvari
Vrvari is een plaats in de gemeente Poreč in de Kroatische provincie Istrië. De plaats telt 523 inwoners (2001).